# Asesinato y entierro de don José Canalejas
Asesinato y entierro de don José Canalejas és un curtmetratge del 1912 dirigit per Enrique Blanco i Adelardo Fernández Arias on es reconstitueix l'atemptat contra José Canalejas (president del govern mort assassinat a Madrid) i es filma l'enterrament del mandatari. El curtmetratge és important perquè es va rodar tot just després dels esdeveniments. Primera pel·lícula interpretada per José Isbert amb 26 anys. Actor novell, mentre la càmera filma els transeünts que socorren la víctima, es veu com Isbert, que se suposa mort, es posa dret.

## Repartiment
- Rafael Arco: José Canalejas y Méndez
- José Isbert: Manuel Pardiñas (l'assassí)